# Высшие педагогические курсы
Высшие педагогические курсы — высшие курсы для подготовки преподавателей средних общеобразовательных и профессиональных технических учебных заведений.

## История
В период Российской империи к высшим педагогическим курсам относились двухгодичные педагогические курсы и женские курсы при шести учебных округах Министерства народного просвещения Российской империи.
В 1920 году в РСФСР при Народном комиссариате просвещения РСФСР были организованы высшие педагогические курсы для преподавателей школ второй ступени со сроком обучения четыре месяца, позже срок обучения был продлён на год.
В 1922 году высшие педагогические курсы были переименованы в высшие научно-педагогические курсы. С 1922 года высшие научно-педагогические курсы начали входить в структуру педагогического факультета Второго Московского государственного университета, а также существовали в структурах: Московского государственного педагогического института имени А. С. Бубнова, Ленинградского технологического института, Ленинградского сельскохозяйственного института, Московской сельскохозяйственной академии имени К. А. Тимирязева, ВХУТЕМАС и  Московском институте советской кооперативной торговли, где проводилась подготовка со сроком один или два года для преподавательских и научных кадров в области преподавания специальных дисциплин, а также в области педагогики и психологии для средне-специальных учебных заведений и педагогических работников для районных и городских отделений народного образования.
С 1944 по 1952 год высшие педагогические курсы организационно начали входить в  Московский государственный педагогический институт имени В. И. Ленина где начала проводиться подготовка преподавателей педагогических училищ со сроком один год.
С 1967 года высшие педагогические курсы были созданы при Академии педагогических наук СССР для переподготовки преподавателей психологии и педагогики высших учебных заведений общего и педагогического профиля. С 1969 года высшие педагогические курсы были преобразованы в институт повышения квалификации для преподавателей в области педагогики высших учебных заведений при Академии педагогических наук СССР.

## Известные сотрудники
- Блонский, Павел Петрович
- Калашников, Алексей Георгиевич
- Пинкевич, Альберт Петрович